# Боянова, Вера Ринчиновна
Вера Ринчиновна Боянова (1913—2000) — заслуженный врач Бурятской АССР, заслуженный врач РСФСР.

## Биография
Родилась 6 декабря 1913 года в улусе Улюкчикан Баргузинского уезда Забайкальской области в многодетной семье Ринчина Боянова, первого председателя сельхозкоммуны улуса, была старшим ребенком в семье. Кроме неё в семье было еще шестеро детей: четыре брата (Шагдар, Доржи, Гатаб и Владимир) и две сестры (Санжидма и Эржима).
В годы Великой Отечественной войны три брата Веры Ринчиновны погибли, отдав свои жизни за Родину. Старший Шагдар, подполковник, студент Московской ветеринарной Академии, погиб, защищая Сталинград. Доржи, политрук стрелкового батальона, бывший работник Баргузинского райисполкома, погиб в боях за Житомир. Младший Гатаб, офицер-политработник, погиб в боях за Смоленск. До армии он работал первым секретарем Баргузинского райкома комсомола.
В 1930 году окончила Баргузинскую среднюю школу, в 1933 году — фельдшерско-акушерскую школу. Работала акушеркой в одной из «красных юрт».
В 1934 году стала слушателем рабфака Ленинградского государственного медицинского института им. академика Павлова. Через год стала студенткой этого вуза. Именно здесь проявились её организаторские способности. Вера Ринчиновна принимала самое активное участие в общественной жизни института, была комсоргом и старостой курса. С отличием окончила данный вуз в 1940 году.
После возвращения в Бурятию в 1940 году была назначена заведующей райздравотделом города Улан-Удэ, через 2 года — заведующей отделением.
В период Великой Отечественной войны 1941—1945 гг. руководила организацией работы эвакогоспиталей на территории республики, куда поступали на лечение раненые бойцы и офицеры Красной армии со всех фронтов.
В 1948 году В. Р. Боянова назначена на должность министра здравоохранения Бурятской АССР, которую занимала вплоть до 1962 года.
Под её руководством развернулось и было завершено строительство нынешней республиканской больницы имени Семашко, было построено 11 районных больниц (в Заиграевском, Бичурском и других районах республики), 50 фельдшерско-акушерских пунктов и родильных домов, 37 садов-яслей. Также в период пребывания в должности министра ею инициировано открытие физиотерапевтической лечебницы, врачебно-физкультурного, онкологического и эндокринологического диспансеров республики.
В 1965—1983 годы работала главным врачом республиканского Дома санитарного просвещения.
В 1951 году Боянова избрана депутатом Верховного Совета Бурятской АССР. В 1954 году стала депутатом Верховного Совета СССР 4 созыва, в 1959 году была избрана повторно. Она стала первой женщиной-буряткой, избранной членом Президиума Верховного Совета СССР. Много лет была вице-президентом Общества советско-цейлонской дружбы.
Во время пребывания в статусе депутата активное участие принимала в создании инфраструктуры республики. В частности, благодаря ее активному содействию было начато Баргузинского тракта, который стал настоящей «Дорогой жизни» для жителей отдаленных районов Баргузинской долины и Прибайкалья.
Она была награждена знаком «Отличник здравоохранения», орденом «Знак Почета» и медалями "За доблестный труд в Великой Отечественной войне 1941—1945 г.г. ", «За трудовое отличие». Заслуженный врач РСФСР и Бурятской АССР, отличник здравоохранения. Награждена орденом Трудового Красного знамени.
В 1993 году вышла её книга « Краткий очерк развития здравоохранения Бурятии».

## Память
В память о Бояновой В. Р. на её родине в селе Улюкчикан в 2008 году при содействии близких родственников была открыта мемориальная доска с участием министра здравоохранения республики, его заместителей, работников аппарата министерства, Баргузинской и Курумканской районных больниц, руководства Баргузинского района, ветеранов здравоохранения, представителей общественности, родственников.
Действующий министр здравоохранения республики Валерий Кожевников, открывая митинг, отметил следующее:
«Жизнь Веры Ричиновны, её бескорыстное служение людям в самые тяжелые годы войны и после стала ярким примером, особенно нам организаторам здравоохранения. Маленькая хрупкая женщина с большим сердцем и железной волей смогла выстоять в нелегкое для страны и республики время. Делала все возможное для развития и охраны здоровья людей Бурятии».
В 2014 годом её именем был назван Республиканский центр медицинской профилактики.